# علي مرتضى الأمين
علي مرتضى الأمين ( 1352 - 1420 هـ) / ( 1933 - 1999 م)، أديب وكاتب وشاعر لبناني، ولدأبو غسان في بلدة شقرا العاملية في جنوب لبنان، تلقى علومه الأولى في بلدته ثم في بيروت، وتابع تحصيله الجامعي حتى نال الماجستير والدكتوراه في الأدب العربي من الجامعة اليسوعية ببيروت. عمل في مجال التأليف والتدريس والأبحاث. وكان له نشاط ثقافي وأدبي وسياسي.

## المؤلفات
للسيد علي مرتضى الأمين، نزيل بلدة جويا، عدد من المؤلفات تتنوع مواضيعها بين الأدب والشعر والتاريخ والتراجم والسير، ومنها:
- جدول الأيام: ديوان شعري - دار الهادي - بيروت 1993.
- ثائر من بلادي- صادق حمزة الفاعور - دار آسيا للطباعة والنشر - بيروت 1985
- السيد محسن الأمين،- سيرته ونتاجه - دار الهادي - بيروت 1992[2]
- حلو الكلام- جمع وتحقيق وتقميش - دار القارئ - بيروت 2002
- شعر لا ينسى- جمع وتحقيق وشرح - إصدار خاص
- القناطر - دار الهادي - بيروت - 1992
- الحافظة - دار الهادي - بيروت - 1994
- قناديل ومفارق - دار الهادي - بيروت - 1993
- وثائق وتاريخ - جمع وتحقيق - إصدار خاص
- مقارنة الإمضاءات والكتابات اليدوية واغتصاب الإمضاءات بالإكراه - دار القارئ العربي للطبع والنشر - بيروت 2003[3]

## وصلات خارجية
- سيرة علي مرتضى الأمين في معجم البابطين